# Репертуар Театра имени Евгения Вахтангова
Репертуар театра имени Е. Б. Вахтангова
В 1921 году в Москве была создана театральная студия, которой стал руководить артист Малого Художественного театра, ученик Константина Станиславского Евгений Вахтангов. Название Театр имени Евгения Вахтангова театр получил в 1926 году.
Список  спектаклей театра представлен по официальным театральным данным.
1921
- 13 ноября — Студия Вахтангова, получившая название 3-й Студии МХТ, официальное открытие — «Чудо святого Антония» Метерлинка, режиссёр Евг. Вахтангов, художник Юрий Завадский; Антоний —  Юрий Завадский, Гюстав — Осип Басов, Ашиль — Освальд Глазунов (затем Натан Тураев), Доктор —  Борис Захава, Кюре —  Борис Щукин, Жозеф —  Рубен Симонов, Виржиния —  Мария Некрасова, гостья —  Александра Ремизова, 1-я дама —  Вера Львова, Полицейский комиссар — Шихматов, м-ль Ортанс —  Ксения Котлубай и др.
- 15 ноября — «Вечер А. П. Чехова» по произведениям А. П. Чехова «Воры», «Юбилей», «Свадьба», постановка Евг. Вахтангова, художник  Исаак Рабинович

1922
- «Принцесса Турандот» Карло Гоцци, режиссёр Вахтангов, художник Игнатий Нивинский

1923
- «Правда — хорошо, а счастье лучше» А. Н. Островского, режиссёр Захава, художник  Сергей Исаков

1924
- «Женитьба» Н. В. Гоголя, режиссёр Завадский, художник Исаков
- «Комедии Мериме» из цикла «Театр Клары Газуль»: 1. «Рай и ад», 2. «Африканская любовь», 3. «Карета святых даров», 4. «Женщина-дьявол»; режиссёр А. Д. Попов, художник Нивинский
- «Лев Гурыч Синичкин» Д. Т. Ленского, режиссёр Р. Н. Симонов, художник Б. Р. Эрдман

1925
- «Виринея» Л. Н. Сейфуллиной, постановка А. Д. Попова, художник Сергей Исаков

1926
- «Марион де Лорм» В. Гюго; режиссёр Р. Н. Симонов, художник Нивинский
- «Зойкина квартира» М. Булгакова, режиссёр А. Попов, художник Сергей Исаков. Спектакль был запрещён, затем в апреле 1928 года пьеса была возвращена на сцену театра и окончательно снята с репертуара 17 марта 1929 года, с формулировкой: «За искажение советской действительности»

1927
- «Партия честных людей» («Женитьба Труадека») Ж. Ромена, режиссёр И. Толчанов, художник Н. Альтман
- «Барсуки» Л. Леонова; режиссёр Захава, художник Сергей Исаков
- «Разлом» Б. Лавренёва, режиссёр А. Д. Попов, художник Николай Акимов, композитор — Арс. Арсеньев. Спектакль поставлен к юбилею празднования десятилетия Октября

1928
- «На крови» Мстиславского, Р. Н. Симонов, художник Н. П. Акимов

1929
- 20 января — «Коварство и любовь» Ф. Шиллера, режиссёры Павел Антокольский, Осип Басов, Борис Захава, художник Николай Акимов, композитор Н. Сизов
- 13 марта — «Заговор чувств» Ю. Олеши; режиссёр Алексей Попов, художник Николай Акимов)

1930
- «Авангард» В. П. Катаева, режиссёр А. Д. Попов, художник Н. П. Акимов
- «Сенсация» Бен-Хекта и Мак-Артура, режиссёр Р. Н. Симонов, художник Н. П. Акимов
- «Темп» Погодина, режиссёры Басов, Миронов, Орочко, Щукин, художник Сергей Исаков

1931
- «Путина» Слёзкина, режиссёр Б. Е. Захава, И. М. Рапопорт, художник Н. П. Акимов

1932
- «Пятый горизонт» Маркиша, режиссёр Толчанов, художник И. М. Рабинович
- 19 мая — «Гамлет» Шекспира; режиссёр и художник Николай Акимов. Спектакль был решен в пародийно-буффонадном жанре, раскритикован официальной критикой за формализм и скоро снят с репертуара.
- «Егор Булычов и другие]» М. Горького, режиссёр Борис Захава, художник Владимир Дмитриев, Сталинская премия

1933
- «Интервенция» Л. Славина, режиссёр Р. Симонов, художник Исаак Рабинович
- «Достигаев и другие» М. Горького, режиссёр Захава, художник Владимир Дмитриев

1934
- «Человеческая комедия» по Бальзаку, режиссёры Козловский, Щукин; художник И. М. Рабинович
- «Дорога цветов» Катаева, режиссёры О. Н. Басов, И. М. Рапопорт; художник Н. П. Акимов

1935
- «Шляпа» Валериана Плетнева, режиссёр Р. Н. Симонов, художник Анатолий Босулаев.
- «Аристократы» Н. Погодина, режиссёр Б. Е. Захава, художник В. Ф. Рындин
- «Далекое» Афиногенова, режиссёр Толчанов, художник И. М. Рабинович

1936
- «Трус» А. А. Крона, режиссёры В. В. Куза, К. Я. Миронов; художник М. С. Варпех
- «Много шума из ничего» Шекспира; режиссёры Мария Синельникова и Иосиф Рапопорт, художник Вадим Рындин, композитор Тихон Хренников
- «Флоридсдорф» Ф.Вольфа; режиссёры Антокольский, Ремизова; художник В. Ф. Рындин

1937
- «Большой день» В. М. Киршона, режиссёр В. В. Куза, художник Вильяме
- «Человек с ружьём» Н. Погодина, режиссёр Р. Симонов, художник Владимир Дмитриев
- «Без вины виноватые» А. Н. Островского, режиссёр И. М. Рапопорт, художник Гончаров
- Пушкинский вечер

1938
- «Я сын трудового народа» («Шел солдат с фронта») Катаева, режиссёр Р. Н. Симонов, художник Владимир Дмитриев

1939
- «Путь к победе» А. Н. Толстого; режиссёры Р. Н. Симонов, Б. Е. Захава, К. Я. Миронов; художник B. C. Басов
- «Соломенная шляпка» Лабиша и Марк-Мишеля, режиссёр Тутышкин, рук. пост. Р. Н. Симонов, художник Юнович
- «Ревизор» Н. В. Гоголя, режиссёр Б. Е. Захава, художник П. В. Вильямс

1940
- «Фельдмаршал Кутузов» В. А. Соловьева, режиссёр Охлопков, художники В. В. Дмитриев и Б. Р. Эрдман
- «Опасный поворот» Пристли, режиссёры А. И. Горюнов, Ремизова; художник Н. П. Акимов
- «Учитель» Герасимова, режиссёр Б.Захава, художник В. Ф. Рындин

1941
- «Перед заходом солнца» Г. Гауптман, режиссёр Александра Ремизова, художник Владимир Дмитриев, композитор Н. Шереметев (муж актрисы Ц. Л. Мансуровой)
- «Дон Кихот» М. Булгакова по мотивам романа М. Сервантеса. Режиссёр И. М. Рапопорт, художник Вильямс
- 21 июня — «Маскарад» М. Ю. Лермонтова, режиссёр Андрей Тутышкин, рук. пост. Р. Н. Симонов, художник Г. Мосеев, композитор Арам Хачатурян

1942
- «Олеко Дундич» A. Ржешевского и М. Каца, режиссёр А. Д. Дикий, художник В. Ф. Рындин (Омск, эвакуация)
- «Русские люди» К.Симонова; режиссёр А.Дикий, художник Рындин (Омск, эвакуация)
- 20 ноября — «Сирано де Бержерак» Э. Ростана; режиссёр Николай Охлопков, художник Вадим Рындин, композитор А. Голубенцев (Омск, эвакуация)
- 6 ноября — «Фронт» А. Корнейчука, режиссёр Р. Н. Симонов, художник А. Голубенцев). В 1975 году спектакль был восстановлен Е. Р. Симоновым (Омск, эвакуация)

1943
- «Синий платочек» В. П. Катаева, режиссёр Сидоркин, художник Е. Ахвледиани (Омск, эвакуация)
- «Слуга двух господ» К.Гольдони, режиссёр Тутышкин; рук. пост. Р. Н. Симонов, художник Рындин (Омск, эвакуация)

Репертуар Фронтового филиала театра:
1942
- «Свадебное путешествие» Дыховичного и Слободского, режиссёры Ремизова, А. М. Габович
- «Бессмертный» Арбузова и Гладкова, режиссёр Орочко, художник Л. Н. Силич
- «Наш корреспондент» Меттера и Льва Левина, режиссёр А. М. Габович, рук. пост. Орочко и Ремизова, художник П. М. Шухмин

1943
- «Добро пожаловать!» Штейна и Аграненко, режиссёр Ремизова, художник Л. Н. Силич
- «Не в свои сани не садись» А. Н. Островского, режиссёр Мансурова, художник А. К. Граве

1944
- «Где-то в Москве» Масса и Червинского, режиссёр Ремизова, А. М. Габович, художник А. К. Граве

В 1944 году театр вернулся из эвакуации в Москву.
1944
- «Гроза» А. Н. Островского, режиссёр Б. Е. Захава, художник Владимир Дмитриев
- «А. П. Чехов» (Вечер, посвященный 40-летию со дня смерти А. П. Чехова): 1. «Предложение», режиссёры Б. В. Щукин и И. М. Рапопорт; 2. «Ведьма», режиссёр А.Дикий по сценич. рисунку Л. А. Суллержицкого, 3. «Юбилей» (возобновление постановки Евг. Вахтангова, режиссёр Б. Е. Захава, художники П. М. Шухмин, Л. Петухов
- «Мадемуазель Нитуш» Ф.Эрве, режиссёр Р. Н. Симонов, художник Н. П. Акимов

1945
- «Последний день» В. В. Шкваркина, режиссёр Тутышкин, рук. пост. Р. Н. Симонов, художник Владимир Дмитриев
- «Великий государь» В. А. Соловьева, режиссёр Б. Е. Захава, художник В. А. Фаворский
- «Новогодняя ночь» А. К. Гладкова, режиссёр Б. А. Бабочкин, художник Ю. И. Пименов

1946
- «Два счастья», режиссёр Борис Захава.
- «Кому подчиняется время» бр. Тур и Л. Р. Шейнина, режиссёр Ремизова, художник Н. П. Акимов
- «Электра» Софокла, режиссёр Евгения Гардт, рук. пост. Р. Н. Симонов, художники В. И. Мухина и Г. П. Гольц
- «Дорога победы» Соловьева, режиссёр Р. Н. Симонов, художник Владимир Дмитриев

1947
- «Приезжайте в Звонковое» А. Корнейчука, режиссёр Ремизова, художник Я. З. Штоффер
- «Глубокие корни» Джеймса Гоу и Арно д’Юссо, режиссёр А. М. Габович, рук. пост. Р. Н. Симонов, художник Алла Цесевич
- «Русский вопрос» К.Симонова, режиссёр И. М. Рапопорт, художник В. Ф. Рындин
- «Молодая гвардия» А. А. Фадеева, инсценировка Г. Гракова; режиссёр Борис Захава, художники В. Богаткин (сын актёров этого же театра Ксении Гергиевны Семеновой и Валериана Богаткина) и Б. Щуко, композитор А. Голубенцев
- «Неугасимое пламя» Б. Н. Полевого, режиссёры Р. Н. Симонов, Ремизова, художник В. Ф. Рындин

1948
- «Сердце не камень» А. Н. Островского, режиссёр Сидоркин, художник Е. Ахвледиани
- «Макар Дубрава» А. Корнейчука, режиссёр И. М. Рапопорт, художник В. Ф. Рындин
- «Накануне» по И. С. Тургеневу; рук. пост. Р. Н. Симонов, А. М. Габович, сопостановщик А. А. Орочко, художник В. В. Дмитриев
- «Все мои сыновья» Миллера; режиссёр Ремизова, художник Н. П. Акимов

1949
- «В начале века» бр. Тур и Л. Р. Шейнина, режиссёры Р. Н. Симонов и И. М. Рапопорт, художник И. М. Рабинович
- «Заговор обречённых» Н. Е. Вирты, режиссёр Р. Н. Симонов, сопостановщик А. М. Габович, художник В. Ф. Рындин
- «Огненная река» Кожевникова, режиссёр Б. Е. Захава, художник В. Ф. Рындин
- «Крепость ни Волге» Кремлева, режиссёр Р. Н. Симонов, художник Носов

1950
- «Миссурийский вальс» Н. Погодина, режиссёр Р. Н. Симонов и И. М. Рапопорт, художник В. Ф. Рындин
- «Летний день» Солодаря, режиссёр Е. Р. Симонов, художник Е. Ахвледиани
- «Первые радости» К. А. Федина, режиссёр Захава, художник Федотов
- «Государственный советник» Сагаловича и Б. Фаянса, режиссёры Р. Н. Симонов и Николай Пажитнов, художник Василий Шапорин.
- «Отверженные» по Гюго, режиссёр Ремизова, художник Н. П. Акимов

1951
- «В середине века» Л. Р. Шейнина, режиссёры Р. Н. Симонов, И. М. Рапопорт, художник В. Ф. Рындин
- «Кирилл Извеков» Федина и Е. Месхетели, режиссёр Б.Захава, художник В. Ф. Рындин
- «Поют жаворонки» Крапивы, режиссёр И. М. Рапопорт, художник Любовь Силич
- «Егор Булычев и другие»; возобновление; режиссёр Захава, художник Владимир Дмитриев

1952
- «В наши дни» А. В. Софронова, режиссёры Р. Н. Симонов, Ремизова, художник В. Ф. Рындин
- «Седая девушка» Хэ Цзинчжи и Дин Ни, режиссёры Сергей Герасимов, Самсон Самсонов, Татьяна Лиознова, художник В. Ф. Рындин
- 31 декабря — «Два веронца» В. Шекспира, режиссёр Евгений Симонов, рук. пост. Орочко, художник Георгий Фёдоров, композитор Карэн Хачатурян, интермедии Н. Р. Эрдмана

1953
- «Европейская хроника» Арбузова, режиссёр Р. Н. Симонов, режиссёры Ремизова, художник В. Ф. Рындин
- «Раки» Михалкова, режиссёры Р. Н. Симонов, Б. Е. Захава, Ильинский, художник Б. Е. Ефимов
- «Кандидат партии» А. А. Крона, режиссёр Б. Е. Захава, художник В. Ф. Рындин
- «Новые времена» Мдивани, режиссёр С. В. Лукьянов, художники А. Л. Фрейдин и Борис Чеботарёв

1954
- «Перед заходом солнца» Гауптмана (возобновление); режиссёр Ремизова, художник В. В. Дмитриев
- 6 мая — «Горя бояться — счастья не видать» С. Маршака, режиссёр Е. Р. Симонов, художник Константин Юон, композитор Л. Л. Солин
- «Чайка» А. П. Чехова, режиссёр Захава, художник Г. Н. Мосеев
- «Человек с ружьём» (возобновление); режиссёр Р. Н. Симонов, художник В. В. Дмитриев

1955
- «Светлая» Виктора Лаврентьева, режиссёр А. М. Габович, художник Георгий Мосеев
- «На золотом дне» Мамина-Сибиряка, режиссёр Ремизова, художник С. Ахвледиани
- «Олеко Дундич» Каца и Ржешевского (возобновление; режиссёр Р. Н. Симонов, художник И. М. Рабинович
- «Да, вот она — любовь» В. К. Кетлинской, режиссёр Е. Р. Симонов, художник С. Ахвледиани

1956
- «Фома Гордеев» М. Горького, инсценировка и режиссура режиссёр Р. Симонова, художник Константин Юон
- «Необыкновенное дежурство» Лютовского, режиссёр Б. Е. Захава, художники Васильев, Мазенко
- «Одна» Алешина, режиссёр Ремизова, художник Н. П. Акимов
- «Шестой этаж» А. Жери, режиссёры Н. Гриценко, Д. Андреева, В. Г. Шлезингер, художник Е. Д. Ахвледиани
- «Ромео и Джульетта» Шекспира. Режиссёр: И. М. Рапопорт, композитор Д. Б. Кабалевский, художник — В. Ф. Рындин.
- «Филумена Мартурано» де Филиппе, режиссёр Е. Р. Симонов, художник Сарьян

1957
- «После разлуки» бр. Тур, режиссёр Граве, художник Н. П. Акимов
- «Город на заре» А. Н. Арбузов и Арбузовская студия, режиссёр Е. Р. Симонов, художник А. Босулаев, композитор Лев Солин
- «Две сестры» Кнорре, режиссёр Ремизова, художник С. Ахвледиани
- «Большой Кирилл» Сельвинского, режиссёр Р. Н. Симонов, художник И. М. Рабинович

1958
- «Гамлет», режиссёр Захава, Астангов, художник И. М. Рабинович
- «Вечная слава» Б. Рымаря, режиссёр Е. Р. Симонов, художник С. Ахвледиани
- Вечер Е. Полевицкой.
- «Идиот» по роману Ф. М. Достоевского, инсценировка Ю. К. Олеши, режиссёр А. И. Ремизова, художник И. М. Рабинович
- «Приключения Гекльберри Финна» по Твену, режиссёр В. Г. Шлезингер, художник С. Ахвледиани
- «Неписаный закон» А. Пистоленко, режиссёр Р. Н. Симонов, художник И. М. Рабинович
- «Ангела» Севастикоглу, режиссёр А. И. Ремизова, художник С. Ахвледиани)

1959
- «Маленькие трагедии» Пушкин, режиссёр Е. Р. Симонов, художники А. М. Авербах, Н. Эпов
- «Много ли человеку надо?!» Галича, режиссёр Ю. П. Любимов, рук. пост. Р. Н. Симонов, художник Виноградов
- «Стряпуха» А. В. Софронова, режиссёр Р. Н. Симонов, художник Виноградов
- «[Иркутская история» А. Н. Арбузова, пьеса написана для Юлии Борисовой, режиссёр Евгений Симонов, художник И. Г. Сумбаташвили, композитор Л. Л. Солин

1960
- 22 октября «Дамы и гусары» А. Фредро, режиссёр А. Ремизова, художник С. Ахвледиани, композитор Л. Л. Солин
- «Пьеса без названия» («Платонов») А. П. Чехова, режиссёр Ремизова, художник Виноградов
- «Двенадцатый час» Арбузова, режиссёр Р. Н. Симонов, художник Виноградов
- «Гибель богов» А. В. Софронова, режиссёр Е. Р. Симонов, художник Виноградов

1961
- «Потерянный сын», постановка Е. Р. Симонова
- «Русский лес», постановка Ф. Бондаренко
- «Стряпуха замужем», постановка Рубена Симонова

1962
- «Живой труп» Л. Н. Толстого, режиссёр Р. Н. Симонов
- «Чёрные птицы» Н. Погодина, режиссёр А. И. Ремизова
- «Алексей Бережной», постановка Е. Р. Симонова
- «История одной семьи», постановка Иосифа Рапопорта

1963
- «Дундо Марое», постановка и оформление Бояна Ступицы (Югославия)
- «Железный ангел» П. Нилина, режиссёр А. И. Ремизова
- «Принцесса Турандот» Карло Гоцци, восстановление, режиссёр — Р. Н. Симонов

1964
- «Миллионерша» Б. Шоу, режиссёр А. И. Ремизова
- «Ливень», постановка Рубена Симонова
- «Новые знакомые», постановка Е. Р. Симонова
- «Правда и кривда» Стельмаха, режиссёр Р. Н. Симонов

1965
- «Насмешливое мое счастье» Л. Малюгина, режиссёр А. И. Ремизова
- «Западня», постановка Е. Р. Симонова, В. Г. Шлезингера
- «Серебряный бор», постановка А. И. Ремизовой
- 10 ноября  «Дион» Л.Зорина, режиссёры Р. Н. Симонов и В. Г. Шлезингер, художник С. Ахвледиани, композитор Л. Л. Солин

1966
- «Конармия» — по рассказам И. Бабеля, режиссёр Р. Н. Симонов
- «Золушка», постановка Светланы Джимбиновой
- «Особо опасная…», постановка А. И. Ремизовой
- «Планета надежды», постановка Е. Р. Симонова

1967
- «Виринея» Л. Н. Сейфуллиной и В. П. Правдухина, режиссёр Р. Н. Симонов
- «Варшавская мелодия» Л. Г. Зорина, режиссёр Р. Н. Симонов

1968
- «На всякого мудреца довольно простоты» А. Н. Островского, режиссёр А. И. Ремизова
- «Дети солнца», постановка Е. Р. Симонова
- «Старые друзья», постановка Светланы Джимбиновой
- «Скупщик детей», режиссёр М. А. Ульянова

1969
- «Коронация», постановка Е. Р. Симонова
- «Мещанин во дворянстве», постановка В. Г. Шлезингера

1970
- «Артём», постановка А. И. Ремизовой
- «Здравствуй, Крымов», постановка А. И. Ремизовой, Е. Р. Симонова
- «Память сердца», постановка Е. Р. Симонова
- «Человек с ружьём», постановка Е. Р. Симонова

1971
- 3 сентября «Антоний и Клеопатра» В. Шекспира, перевод Б. Пастернака, режиссёр — Е. Р. Симонов, художник — И. Г. Сумбаташвили, композитор Л. Л. Солин)
- «Выбор», постановка Л. Варпаховского
- «Молодость театра», постановка Е. Р. Симонова

1972
- «Игра в каникулы», постановка Л. Варпаховского
- «Женщина за зелёной дверью», постановка Е. Р. Симонова
- «Шаги командора», постановка А. И. Ремизовой

1973
- «Ситуация», постановка Михаила Ульянова

1974
- «День-деньской», постановка Евгения Симонова
- «Из жизни деловой женщины», постановка Л. Варпаховского
- «Королева из провинции», постановка Е. Р. Симонова
- «Кот в сапогах», постановка Светланы Джимбиновой
- «Маленькие трагедии», постановка Е. Р. Симонова
- «Театральная фантазия», постановка Е. Р. Симонова

1975
- «Господа Глембаи», постановка Мирослава Беловича (Югославия)
- «Фронт», постановка Е. Р. Симонова

1976
- 29 сентября «Ричард III» Шекспира, режиссёр Михаил Ульянов, постановка и декорации Р. Капланян
- «Лето в Ноане» Я. Ивашкевича, режиссёр Аугуст Ковальчик
- «Самая счастливая», постановка А. И. Ремизовой
- «Великая магия» Эдуардо де Филиппо, режиссёр А. Г. Кузнецов

1977
- «Гибель эскадры», постановка Е. Р. Симонова
- «Ожидание», постановка Е. Р. Симонова

1978
- «Дела давно минувших дней», постановка А. И. Ремизовой
- «Постоялец», постановка В. Г. Шлезингера
- «Чем люди живы», постановка Е. Р. Симонова

1979
- 17 января «Степан Разин» В. Шукшина; инсценировка А. Ремеза и М. Ульянова, режиссёры М. Ульянов и Г. Черняховский, художник Иосиф Сумбаташвили, композитор Валерий Гаврилин
- «Леший», постановка Е. Р. Симонова
- «Тринадцатый председатель», постановка Олега Форостенко, Вячеслава Шалевича

1980
- «Про Ивана-Не-Великана», постановка Светланы Джимбиновой
- «Старинные русские водевили», постановка Е. Р. Симонова

1981
- «Драма памяти», постановка Е. Р. Симонова
- «Контакт», постановка Е. Лисконога
- «Мистерия-буфф», постановка Е. Р. Симонова
- «Праздник примирения», постановка Александры Ремизовой

1982
- «Колокола», постановка Светланы Джимбиновой
- «Равняется четырём Франциям», постановка Е. Р. Симонова

1983
- 24 января «Будьте здоровы» П. Шено, режиссёр В. Г. Шлезингер, художник Владимир Коненков
- «Анна Каренина» по мотивам романа Л. Н. Толстого, постановка Р. Г. Виктюка
- «Роза и крест», постановка Е. Р. Симонова

1984
- «…И дольше века длился день», постановка А. Мамбетова
- «Раненые», постановка Е. Р. Симонова
- «Сезон охоты», постановка Е. Р. Симонова

1985
- 19 января «Три возраста Казановы» Марины Цветаевой; композиция и режиссура Е. Р. Симонова по пьесам М. Цветаевой «Приключение» и «Феникс»
- «Мария Тюдор» В. Гюго
- «Женщины», постановка Олега Форостенко
- «Полстраницы оперативной сводки», постановка Е. Р. Симонова, художник Иосиф Сумбаташвили
- «Скупщик детей», постановка Михаила Ульянова

1986
- «Енисейские встречи», постановка Е. Р. Симонова
- «Кабинетная история», постановка А. Мекке

1987
- «Брестский мир», постановка Р. Стуруа
- «Кабанчик», постановка Адольфа Шапиро
- «Русь! Браво!», постановка Рубена Евгеньевича Симонова, Михаила Воронцова

1988
- «Дело», постановка П. Н. Фоменко
- «Зойкина квартира», постановка Гария Черняховского
- «Стакан воды», постановка А. Белинского

1989
- 1989 «Закат», постановка А. Ф. Каца
- 1989 «Уроки мастера», постановка Р. Г. Виктюка

1990
- «Дама без камелий», постановка Р. Г. Виктюка
- «Два часа в Париже с одним антрактом», постановка Алексея Кузнецова

1991
- «Принцесса Турандот» Карло Гоцци, восстановление; режиссёр Г. Черняховский.
- «Государь ты наш, батюшка», постановка П. Н. Фоменко
- «Мартовские иды», переложение для театра и постановка А. Ф. Каца
- «Пух, Пух, Пух» по сказке А. А. Милна, инсценировка и режиссура Р. Е. Симонова

1992
- «Соборяне» Н. Н. Садур по одноимённому роману Н. С. Лескова, постановка Р. Г. Виктюка, премьера 29 апреля 1993 года
- «Женитьба Бальзаминова» А. Н. Островского, постановка А. Ф. Каца, премьера 29 декабря 1992 года
- «Белый кролик», постановка В. Ланского
- «Наша любовь», постановка Гария Черняховского

1993
- 24 июня «Без вины виноватые» А. Н. Островского, постановка Петра Фоменко

1994
- «Опера нищих» по «Трёхгрошовой опере» Б. Брехта и К. Вайля, постановка Гарри Черняховского, премьера 3 марта 1994 года
- «|Милый лжец» Дж. Килти, постановка Адольфа Шапиро, премьера 18 мая 1994 года
- 5 октября «Я тебя больше не знаю, милый» А. де Бенедетти, постановка Р. Г. Виктюка

1995
- «Варвары» М. Горького, постановка А. Ф. Каца, премьера 4 марта 1995 года
- «Проделки Скапена» Мольера, постановка Александра Горбаня, премьера 21 апреля 1995 года
- «Али-Баба и сорок разбойников» В. Шалевича, М. Воронцова, постановка В. А. Шалевича, Александра Горбаня, премьера 16 декабря 1995 года

1996
- «Пиковая дама» А. С. Пушкина. Режиссёр Петр Фоменко, премьера 7 марта 1996 года
- «Весёлые парни», постановка А. Житинкина

1997
- «Лев зимой» Д. Голдмена. Режиссёр Евгений Марчелли, премьера 4 мая 1997 года
- «За двумя зайцами…» М. Старицкого. Режиссёр Александр Горбань, премьера 28 октября 1997 года

1998
- «Амфитрион» Мольера, постановка Владимира Мирзоева, премьера 4 февраля 1998 года

1999
- 22 апреля «Посвящение Еве» Э.Шмитта, режиссёр Сергей Яшин

2000
- «Отелло» У. Шекспира, постановка Евгения Марчелли, премьера состоялась в марте 2000 года
- 22 ноября «Дядюшкин сон» Ф. М. Достоевского, авторы инсценировки Владимир Иванов, Павел Любимцев, режиссёр Владимир Иванов

2001
- 28 февраля «Сирано де Бержерак» Э. Ростана, постановка Владимира Мирзоева

2002
- «Ревизор» Н. В. Гоголя, постановка Римаса Туминаса, премьера 12 апреля 2002 года
- 3 ноября «Царская охота» Л. Зорина, постановка Владимира Иванова

2003
- «Как без притворства женщину найти?» («Король-олень») К. Гоцци, постановка Григория Дитятковского, премьера состоялась в январе 2003 года
- 3 мая «Чайка» А. П. Чехова, режиссёр Павел Сафонов
- 3 сентября «Лир» по пьесе «Король Лир» Шекспира, режиссёр Владимир Мирзоев
- 7 декабря «Фредерик, или Бульвар преступлений» Э.Шмитт, режиссёр Николай Пинигин

2004
- «Калигула» А. Камю, постановка Павла Сафонова, премьера 11 мая 2004 года
- 30 декабря «Мадемуазель Нитуш» Эрве, постановка Владимира Иванова

2005
- 9 марта «Чулимск, прошлым летом» (по пьесе А. Вампилова «Прошлым летом в Чулимске»), постановка Дмитрия Петруня
- 21 апреля «Дон Жуан и Сганарель» по пьесе Дон Жуан, или Каменный пир Мольера, постановка Владимира Мирзоева

2006
- «Собака на сене» Лопе де Вега, постановка Юрия Шлыкова, премьера состоялась в апреле 2006 года
- 23 сентября «Королева красоты» Мартина МакДонаха, постановка Михаила Бычкова

2007
- 27 января  «Глубокое синее море» Теренса Мервина Рэттигана, постановка Павла Сафонова
- 11 февраля «Ёжик в тумане» сценическая версия Ю. Суходольского по сказкам Сергея Козлова, постановка Андрея Щукина
- 23 ноября «Правдивейшая легенда одного квартала» по Дж. Стейнбеку, постановка Владимира Иванова

2008
- «Белая акация», композитор Исаак Дунаевский, либретто Вл. Масса и М. Червинского, режиссёр Владимир Иванов. Спектакль — лауреат премии «Золотой лист» в номинации «Лучший актёрский ансамбль» 2008 г.
- 13 апреля «Матрёнин двор» А. И. Солженицына, постановка Владимира Иванова
- 22 августа «Берег женщин» (хореографическая композиция по мотивам песен Марлен Дитрих), хореограф-постановщик Анжелика Холина
- 6 ноября «Троил и Крессида» Уильяма Шекспира, постановка Римаса Туминаса
- 8 декабря «Последние луны» (две истории по пьесам Фурио Бордона «Последние луны» и Гарольда Мюллера «Тихая ночь»), постановка Римаса Туминаса

2009
- 2 сентября «Дядя Ваня» А. П. Чехова, постановка Римаса Туминаса. Спектакль — лауреат премии «Хрустальная Турандот» в номинации «Лучший спектакль сезона 2009—2010 г.»
- 19 декабря «Записки сумасшедшего» Н. В. Гоголь, руководитель постановки Римас Туминас

2010
- 21 января «Маскарад» М. Ю. Лермонтова, постановка Римаса Туминаса
- 7 сентября «Мера за меру» У. Шекспира, постановка Юрия Бутусова

2011
- 21 января «Принцесса Ивонна» В. Гомбровича, постановка Владимира Мирзоева
- 19 февраля «Ветер шумит в тополях» Ж. Сиблейраса, постановка Римаса Туминаса
- 3 апреля «Люди как люди» по рассказам М. Горького, режиссёр В. Иванов
- 16 мая «Тихая моя Родина», режиссёр Владимир Иванов

2012
- 28 апреля «Анна Каренина» по мотивам романа Л. Н. Толстого, хореограф-постановщик Анжелика Холина